# Bătălia beculețelor
Bătălia beculețelor este un film de Crăciun americano-canadian din 2010 regizat de Harvey Frost. În rolurile principale joacă actorii Daniel Stern, Matt Frewer și Allison Hossac.

## Prezentare
Acest film de televiziune spune povestea confruntării a două familii din America de Nord, care, în timpul sărbătorilor de iarnă, au decis fiecare în parte să câștige premiul pentru cele mai bune decorațiuni de Crăciun. Are loc o „luptă” încleștată în realizarea unor decoruri cu reni pe acoperiș și sute de luminițe. Bob Wallace și Stu Jones sunt capii de familie care își continuă disputa din copilărie.

## Distribuție
- Daniel Stern ca Bob Wallace
- Matt Frewer ca Stu Jones
- Allison Hossack ca Mindy Wallace
- Teryl Rothery ca Mary Jones
- Emily Tennant ca Susie Wallace
- William Hutchinson ca Chip Jones
- Luis Javier ca Joe
- Maxine Miller ca Lesley McKane
- Ryan Grantham ca Tim Wallace

## Vezi și
Filme asemănătoare:
- Crăciun cu scântei (2006)
- Goana după cadou (1996)